# Fragile Tension/Hole to Feed
Fragile Tension/Hole to Feed är två låtar av den brittiska gruppen Depeche Mode. De utgör gruppens fyrtioåttonde singel och tredje dubbla A-sidesingel. Singeln släpptes den 7 december 2009 och återfinns på albumet Sounds of the Universe.
Musikvideon till "Hole to Feed" regisserades av Eric Wareheim, medan videon till "Fragile Tension" är ett verk av Rob Chandler och Barney Steel.

## Utgåvor och låtförteckning

### 12": Mute / 12BONG 42
| Nr | Titel                                                     | Kompositör                                     | Längd |
| -- | --------------------------------------------------------- | ---------------------------------------------- | ----- |
| 1. | Fragile Tension (Stephan Bodzin Remix)                    | Martin Gore                                    | 9:14  |
| 2. | Fragile Tension (Kris Menace's Love On Laserdisc Remix)   | Martin Gore                                    | 6:24  |
| 3. | Hole to Feed (Popof Vocal Mix)                            | Dave Gahan, Christian Eigner, Andrew Phillpott | 8:42  |
| 4. | Hole to Feed (Paul Woolford's Easyfun Ethereal Disco Mix) | Dave Gahan, Christian Eigner, Andrew Phillpott | 9:24  |
| 5. | Perfect (Roger Sanchez Club Mix)                          | Martin Gore                                    | 7:24  |
| 6. | Perfect (Ralphi Rosario Dub)                              | Martin Gore                                    | 8:26  |
| 7. | Peace (Herve's 'Warehouse Frequencies' Remix)             | Martin Gore                                    | 5:10  |
| 8. | Peace (Sander Van Doorn Remix)                            | Martin Gore                                    | 8:02  |

### CD: Mute / CDBONG 42
| Nr | Titel                                        | Kompositör                                     | Längd |
| -- | -------------------------------------------- | ---------------------------------------------- | ----- |
| 1. | Fragile Tension (Radio Mix)                  | Martin Gore                                    | 3:36  |
| 2. | Hole to Feed (Radio Mix)                     | Dave Gahan, Christian Eigner, Andrew Phillpott | 3:27  |
| 3. | Perfect (Roger Sanchez Club Mix)             | Martin Gore                                    | 7:24  |
| 4. | Come Back (SixToes Remix)                    | Dave Gahan, Christian Eigner, Andrew Phillpott | 4:56  |
| 5. | Fragile Tension (Laidback Luke Remix)        | Martin Gore                                    | 7:52  |
| 6. | Hole to Feed (Popof Vocal Mix)               | Dave Gahan, Christian Eigner, Andrew Phillpott | 8:42  |
| 7. | Fragile Tension (Peter Bjorn And John Remix) | Martin Gore                                    | 3:45  |
| 8. | Hole to Feed (Joebot Remix)                  | Dave Gahan, Christian Eigner, Andrew Phillpott | 6:43  |

### Digital download: Mute / iBONG 42
| Nr | Titel                                                     | Kompositör                                     | Längd |
| -- | --------------------------------------------------------- | ---------------------------------------------- | ----- |
| 1. | Fragile Tension (Radio Mix)                               | Martin Gore                                    | 3:36  |
| 2. | Hole to Feed (Radio Mix)                                  | Dave Gahan, Christian Eigner, Andrew Phillpott | 3:27  |
| 3. | Come Back (SixToes Remix)                                 | Dave Gahan, Christian Eigner, Andrew Phillpott | 4:56  |
| 4. | Perfect (Ralphi & Craig Club Remix)                       | Martin Gore                                    | 8:49  |
| 5. | Fragile Tension (Stephan Bodzin Remix)                    | Martin Gore                                    | 9:14  |
| 6. | Hole to Feed (Paul Woolford's Easyfun Ethereal Disco Mix) | Dave Gahan, Christian Eigner, Andrew Phillpott | 9:24  |
| 7. | Perfect (Roger Sanchez Club Mix)                          | Martin Gore                                    | 7:24  |
| 8. | Fragile Tension (Solo Loves Panorama Remix)               | Martin Gore                                    | 6:10  |
| 9. | Hole to Feed (Popof Vocal Mix)                            | Dave Gahan, Christian Eigner, Andrew Phillpott |       |

### iTunes download: Mute / LiBONG 42
| Nr  | Titel                                                     | Kompositör                                     | Längd |
| --- | --------------------------------------------------------- | ---------------------------------------------- | ----- |
| 1.  | Fragile Tension (Radio Mix)                               | Martin Gore                                    | 3:36  |
| 2.  | Hole to Feed (Radio Mix)                                  | Dave Gahan, Christian Eigner, Andrew Phillpott | 3:27  |
| 3.  | Come Back (SixToes Remix)                                 | Dave Gahan, Christian Eigner, Andrew Phillpott | 4:56  |
| 4.  | Perfect (Ralphi & Craig Club Remix)                       | Martin Gore                                    | 8:49  |
| 5.  | Fragile Tension (Stephan Bodzin Remix)                    | Martin Gore                                    | 9:14  |
| 6.  | Hole to Feed (Paul Woolford's Easyfun Ethereal Disco Mix) | Dave Gahan, Christian Eigner, Andrew Phillpott | 9:24  |
| 7.  | Perfect (Roger Sanchez Club Mix)                          | Martin Gore                                    | 7:24  |
| 8.  | Fragile Tension (Solo Loves Panorama Remix)               | Martin Gore                                    | 6:10  |
| 9.  | Hole to Feed (Popof Vocal Mix)                            | Dave Gahan, Christian Eigner, Andrew Phillpott |       |
| 10. | Perfect (Ralphi & Jody Club Remix)                        | Martin Gore                                    | 7:39  |